# Горска огнена змия
Горските огнени змии (Oxyrhopus petolarius) са вид влечуги от семейство Смокообразни (Colubridae).
Разпространени са в Централна Америка и северната част на Южна Америка.
Таксонът е описан за пръв път от шведския ботаник и зоолог Карл Линей през 1758 година.

## Подвидове
- Oxyrhopus petola digitalis